# Perpetuum Jazzile
Perpetuum Jazzile - це словенська музична група, найбільш відома своєю акапельною версією пісні рок-гурту Toto "Африка". Відео травня 2009 року, що демонструє "живий" виступ цієї версії, набрало близько 22 мільйонів переглядів на YouTube. 
Група була заснована в 1983 році як камерний хор імені Гаудеамуса і в ній завжди виступали і співаки, і співачки. У 2013 році був 41 виконавець, з яких 24 жінки та 17 чоловіків.  Група час від часу виступає зі "Біг-бендом" Словенського радіо і телебачення, хоча більшість виступів - акапельно.

## Лідерство
Групу заснував Марко Тіран, який керував хором Гаудеамуса понад 17 років. У 2001 році мистецьке керівництво хору було передано Томажу Козлевчару. За час його 10-річного перебування група почала виступати під новою назвою та здобула міжнародне визнання.  Зовсім недавно арт-керівником групи був Педер Карлссон, з 2011 по 2014 рік. 

## Історія

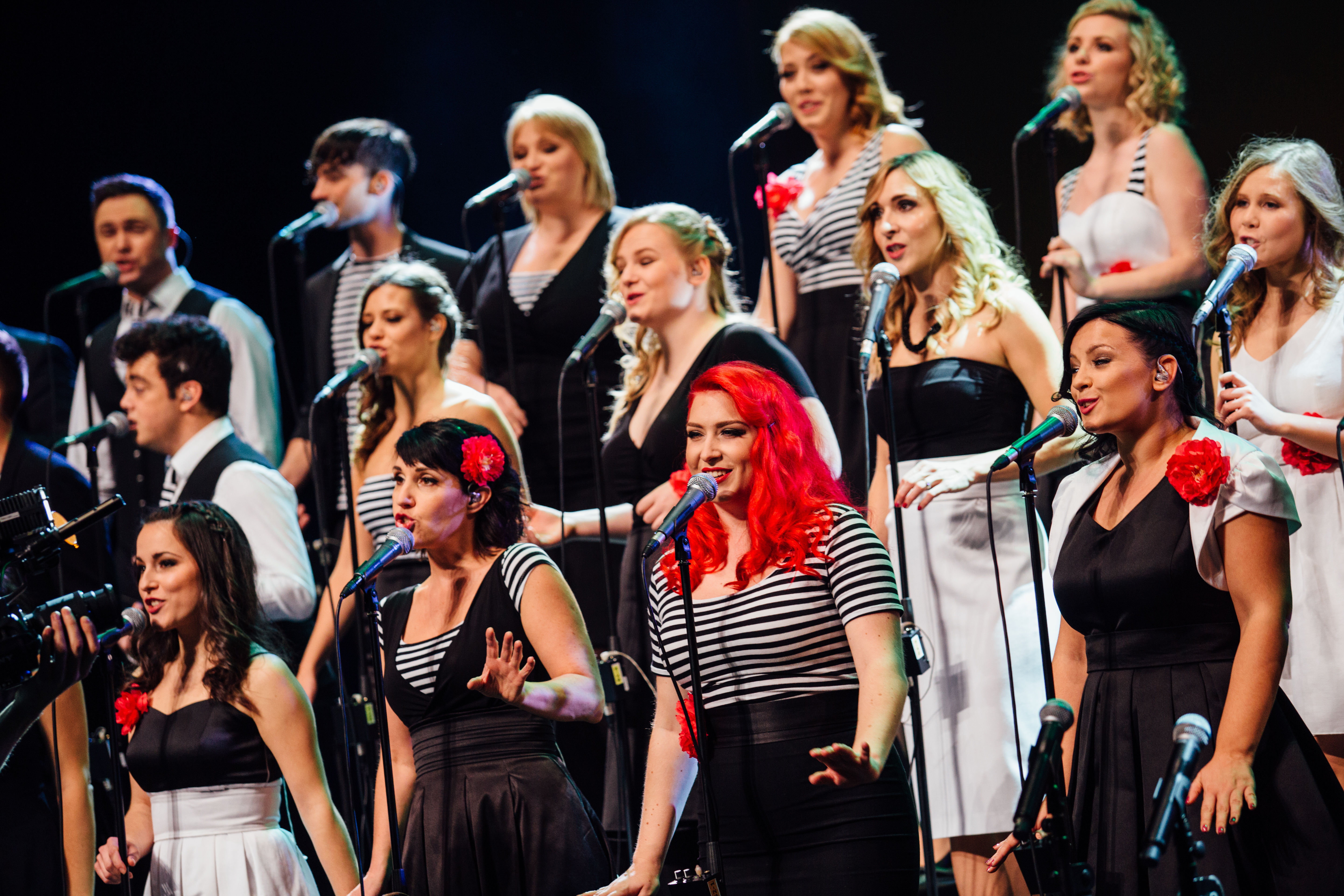
Секція сопрано під час концерту на Vokal Xtravaganzza 2015 року

У 2006 році група записала альбом "Čudna noč" (Дивна ніч), який був виданий Dallas Records. Виконання групи пісні "Африка" принесло їм високу оцінку від оригінального співавтора пісні Девіда Пейча  і Тото запросив групу для спільного виступу на концерті 2011 року, який відбувся поблизу Удіне, Італія. У 2011 році хор вирушив у світове турне, яке привело їх до Хорватії, Чехії, Німеччини, Канади та США, де вони виступали з розпроданими майданчиками.
Щороку восени група виконує вечірні концерти Vokal Xtravaganzza у Люблянському залі Канкара із гостями із Словенії та закордону. Раніше вони виступали з такими місцевими артистами Аленка Годек, Аля, Ото Пестнер, Ян Плестеняк та Нуша Деренда, а також з міжнародними групами Vocalica (Італія), The Real Group (Швеція), ManSound (Україна), BR6 (Бразилія) та The Real Six Pack (Німеччина).
У травні 2015 року словенський дует Maraaya, який представляв Словенію на конкурсі пісні "Євробачення-2015" з піснею " Here for You", випустив відео з цією піснею за участі Perpetuum Jazzile. У червні 2015 року група виступила на виставці Expo 2015 в Мілані, Італія. а в листопаді 2015 року група виступала в Китаї з головним концертом в оперному театрі Гуанчжоу.

## Нагороди

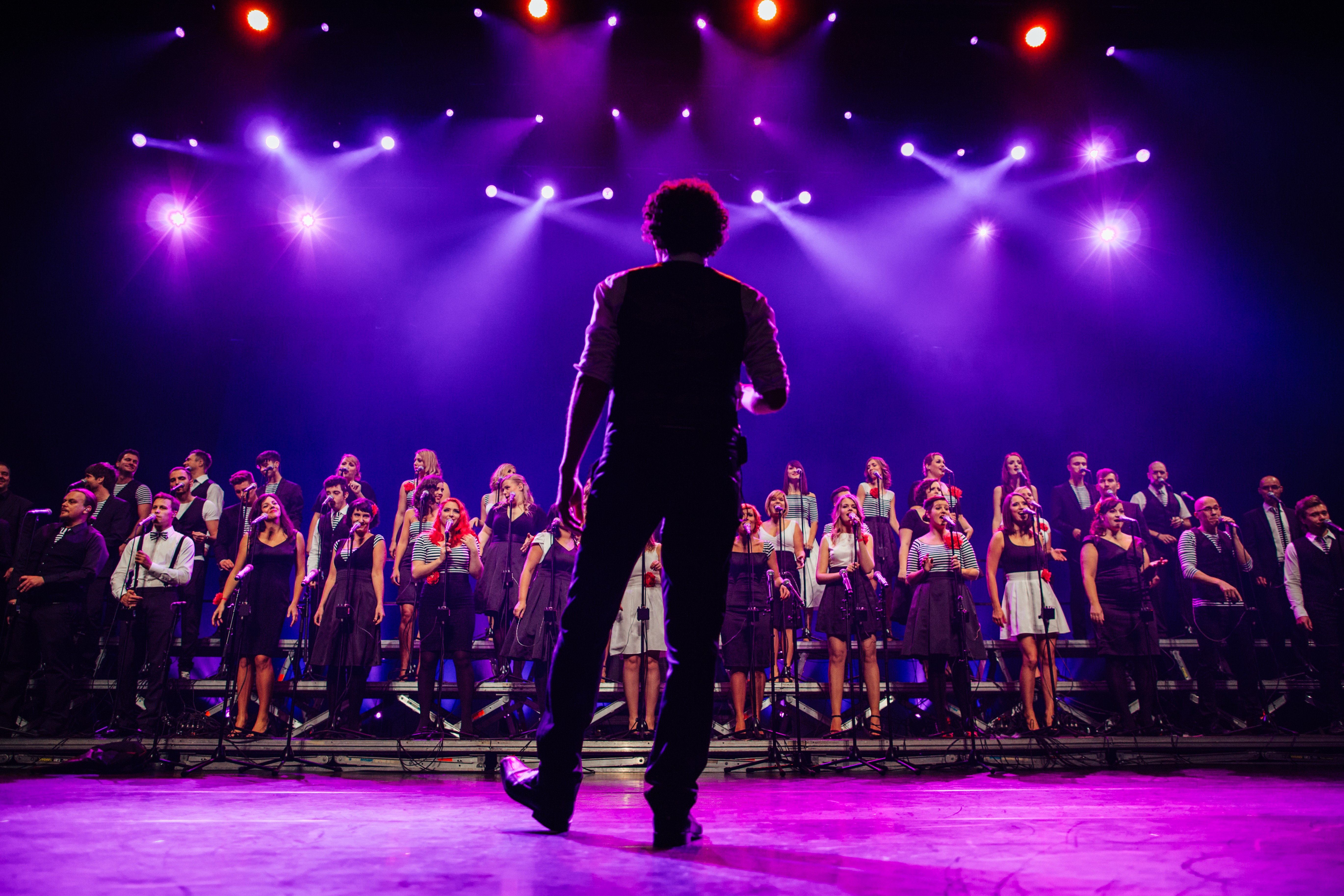
Андраж Слакан диригував Perpetuum Jazzile у жовтні 2015 року

У 2008 році група була нагороджена загальною премією Vokal Total Award на Міжнародному хоровому фестивалі та Міжнародному конкурсі акапели  а також отримала нагороди на міжнародному конкурсі джазової вокальної музики в Тілбурзі, Нідерланди, та Всесвітніх хорових іграх у Ґраці, Австрія.  У 2010 році група була нагороджена "Viktor Award", музичною нагородою вищого рівня у Словенії.

## Дискографія
- Ko boš prišla na Bled (When You Come to Bled) (2000)
- Pozabi, da se ti mudi (Forget You're In a Hurry) (2003)
- As (2004)
- Čudna noč (Strange night) (2006)
- Africa (2009)
- Perpetuum Jazzile Live [Vokal Xtravaganzza 2008 - DVD] (2009)
- Vocal Ecstasy (German Tour Edition - CD) (2012)
- Vocal Ecstasy (German Tour Edition Superbox - CD+DVD) (2012)
- Thank You For The Music (30th Anniversary Jubilee Edition - CD') (2013)
- Both Sides (Double Album - CD) (2016)